# Monagonia
Monagonia is een geslacht van kevers uit de familie bladkevers (Chrysomelidae).
De wetenschappelijke naam van het geslacht werd in 1931 gepubliceerd door Uhmann.

## Soorten
- Monagonia melanoptera Chen & Sun, 1964
- Monagonia serena (Weise, 1924)